# Jan Kamieniecki (1524–1560)
Jan Kamieniecki (ur. 1524 na zamku Kamieniec w Odrzykoniu, zm. 5 lutego 1560) – rotmistrz obrony potocznej.

## Życiorys
Syn Marcina herbu Pilawa, kasztelana lwowskiego, wojewody podolskiego, hetmana wojsk polskich na Rusi (zm. 5 marca 1530) i Jadwigi Sienieńskiej z Oleska, h. Dębno (córka Piotra Sienieńskiego z Oleska i Katarzyny z Buczackich (Mużyłów) h. Habdank).
Po śmierci ojca, Boner wytoczył procesy 6-letniemu Janowi o zwrot długu. Sprawa przeciągnęła się do 1558 r., ale i tak Kamienieccy stracili w 1593 r. niższy Zamek Odrzykoński.
Jan Kamieniecki bronił kresów południowo-wschodnich Polski jako rotmistrz obrony potocznej. Był on dziedzicem Oleska i Załoziec wraz z wsiami w ziemi lwowskiej i podolskiej. Zmarł w 1560 r. Pochowany został w kościele Franciszkanów w Krośnie i tam znajduje się jego nagrobek renesansowy.
Jan miał dwie siostry: Barbarę – (żonę Mikołaja Mniszcha z Wielkich Kończyc, podkomorzego nadwornego i starosty łukowskiego) oraz Elżbietę (żonę B. Maciejowskiego).
Żoną Jana Kamienieckiego była Anna Kościelecka, h. Ogończyk (córka Jana Kościeleckiego, wojewody łęczyckiego, zm. 1545).
Jan Kamieniecki miał trzech synów: Wojciecha, Jana i Stanisława – dziedziców Oleska i Załoziec.